# 矢田耕司
矢田耕司（1933年4月15日—2014年5月1日），日本男性聲優。所屬事務所青二Production。東京都出身。本名：矢田 弘二。代表作是《宇宙戰艦大和號》的タラン将軍、《鬼太郎2》的哇哇爺、《聖鬥士星矢》的天秤座童虎、《龍珠Z》的蓋洛博士等。

## 演出作品
動畫
- 動畫紀錄片 決斷
- 阿爾卑斯山的少女（湯瑪西）
- 宇宙戰艦大和號（古代的父親、ハイデルン）
- 天使心（陳侍衛長）
- 西瓜皮先生（村山先生、岡田巡査）
- 奇天烈大百科（支店長、老管家、角堂、柳吉）
- 金田一少年事件簿（蒲生剛三）
- 鬼太郎2（子泣爺爺）
- 鬼太郎3（半漁人、ぬけ首、新者A、さか柱、こうもり猫）
- 鬼太郎4（貓仙人、長老）
- 鬼太郎5（井戶仙人）
- 蓋特機器人（大枯文次、大魔人由拉、神大造）
- 聖鬥士星矢（天秤座童虎（老師））
- 聖鬥士星矢Ω（老師〈童虎〉）
- 櫻桃小丸子（拉麵店主人）
- 電腦線圈（伊利加爾、Null、爺爺（小此木宏文））
- 怪博士與機器娃娃2（摘鶴天、神龍）
- 龍珠Z（人造人20號 (蓋洛博士)）
- 龍珠GT（蓋洛博士）
- 21衛門（オリノ・マサカズ）
- 爆球Hit! 轟烈彈珠人（西園寺蔵人）
- ONE PIECE（哲普）
- 世界名作劇場系列
  - 法蘭德斯之犬（賽吉歐）
  - 波菲的漫長旅程（戴蒙）
- KERORO軍曹（Jirara大尉(2代)）
- 神偷怪盜（寺井黃之助）
- 名偵探柯南（帝丹高中的校長、野平坊介）
- 花田少年史（中學的老師、八角老師）

遊戲
- 心跳回憶 Girl's Side 2nd Kiss（佐伯總一郎）

特攝
- 赛文奥特曼（宇宙猎人库尔星人、宇宙鳥人阿伊洛斯星人、微小宇宙人波尔星人、宇宙猿人戈隆星人）
- SF Drama 猿之軍団（ガーバ）

## 外部連結
- 事務所公開簡歷 （页面存档备份，存于）（日語）